# Киджи, Флавио (1711—1771)
Фла́вио Ки́джи (итал. Flavio Chigi; род. 8 сентября 1711, Рим, Папская область — 12 июля 1771, там же) — итальянский куриальный кардинал. Префект Священной конгрегации обрядов с 7 января 1768 по 12 июля 1771. Кардинал-дьякон с 26 ноября 1753, с титулярной диаконией Сант-Анджело-ин-Пескерия с 10 декабря 1753 по 12 февраля 1759. Кардинал-дьякон с титулярной диаконией Санта-Мария-ин-Портико-Кампителли с 12 февраля 1759 по 12 июля 1771.

## Семья
Третий из четырёх детей Аугусто Киджи, принца Фарнезе, и его жены, принцессы Марии Элеоноры Роспильози. По материнской линии, внучатый племянник кардиналов Джакомо Роспильози и Феличе Роспильози. Двоюродный правнук папы Александра VII. Троюродный брат кардинала Флавио Киджи старшего. Внучатый племянник кардинала Сигизмондо Киджи.

## Ранняя жизнь и образование
Получил домашнее образование.
С 17 марта 1736 года — референдарий Верховного трибунала апостольской сигнатуры.
C 8 мая 1736 года — Апостольский протонотарий.
В 1738 году он был направлен, в качестве апостольского комиссара, к границе Папской области для встречи и сопровождения принцессы Марии Амалии Саксонской, дочери Польского короля Августа III, которая направлялась в Неаполь, чтобы вступить в брак с королём Обеих Сицилий Карлом.
В 1740—1753 годах служил в Апостольской Палате.

## Кардинал
26 ноября 1753 года Папа Бенедикт XIV возвёл его в кардиналы. 29 ноября 1753 года на кардинала Киджи была возложена кардинальская шапка, и он стал кардиналом-дьяконом с титулярной диаконией Сант-Анджело-ин-Пескерия. С 26 мая 1754 года — субъдьякон. 26 ноября 1753 года рукоположен в дьяконы, со 2 июня 1754 года — дьякон Сант-Анджело-ин-Пескерия. Участвовал в конклаве 1758 года, который избрал папу Климента XIII. С 12 февраля 1759 года — кардинал-дьякон с титулярной диаконией Санта-Мария-ин-Портика-Кампителли.
С 7 мая 1765 года — протектор Ордена Братьев Меньших (францисканцев). С 1767 года протектор ордена Латеранских каноников. Префект Священной конгрегации обрядов с 7 января 1768 по 12 июля 1771.
На конклаве 1769 года он был одним из папабилей. Конклав был долгим и трудным, на него активно влияли великие европейские державы. Иезуиты поддерживали кандидатуру Киджи, но этому воспротивились Испания, Португалия и Франция, которые хотели упразднения ордена, против них на стороне Киджи была Австрии императора Иосифа II. В итоге, конклав пришёл к решению об избрании папой кардинала Лоренцо Джованни Винченцо Антонио Ганганелли который принял имя Климента XIV.
Кардинал умер 11 июля 1771 года в Риме.